# Casalciprano
Casalciprano es una localidad y comune italiana de la provincia de Campobasso, región de Molise, con 635 habitantes.

## Evolución demográfica
| Gráfica de evolución demográfica de Casalciprano entre 1861 y 2001 |
|                                                                    |
| Fuente ISTAT - elaboración gráfica de Wikipedia                    |